# Ric O'Barry
Richard "Ric" O'Barry, född den 14 oktober 1939 i Miami, är en amerikansk djurrättsaktivist och före detta delfintränare . Han är känd för att han tränat delfinerna för TV-serien Flipper. Men efter att en av delfinerna dött i hans armar, har han ägnat sin tid åt att undervisa om delfinernas fångenskap och försöka rädda dessa delfiner, dvs försöka få ut dessa delfiner ut från fångenskapet. Undervisningsgruppen fick namnet The Dolphin Project.

## The Cove
O'Barry var med och skapade filmen The Cove, som handlar om den årliga delfinslakten på Taiji, Japan. Filmen berättar om hur slakten går till, samt hur O'Barry försöker att stoppa den. Filmen är gjord 2009. Den årliga slakten fortsätter än idag, 2013.